# ウィリアムズ・FW08
ウィリアムズ・FW08 (Williams FW08) は、ウィリアムズが開発したフォーミュラ1カー。パトリック・ヘッドが設計し、1982年から1983年にかけて使用された。

## FW08
成功作FW07の後継として開発されたFW08は、従来よりもすんぐりした無骨なデザインとなった。アルミ製モノコックはコクピット両脇が高くなり、車体剛性が増している。フロントサスペンションはロッキングアーム式からプルロッド式に変更された。
FW08は6輪車への移行を前提として設計されたため、極端なショートホイールベースとなっている。エンジンパワーではターボエンジンに対して劣勢だったが、ショートホイールベースと軽量なフォード・コスワース・DFVエンジンのマッチングで操縦性の優れたマシンとなった。
1982年シーズンは開幕3戦をFW07Dで戦い、第5戦ベルギーGPからFW08が投入された。1982年は優勝者11人を数える大混戦のシーズンとなったが、ウィリアムズに新加入したケケ・ロズベルグは着実にポイントを稼ぎ、第14戦スイスGPで挙げた初優勝の1勝のみでドライバーズチャンピオンを獲得した。

## FW08B

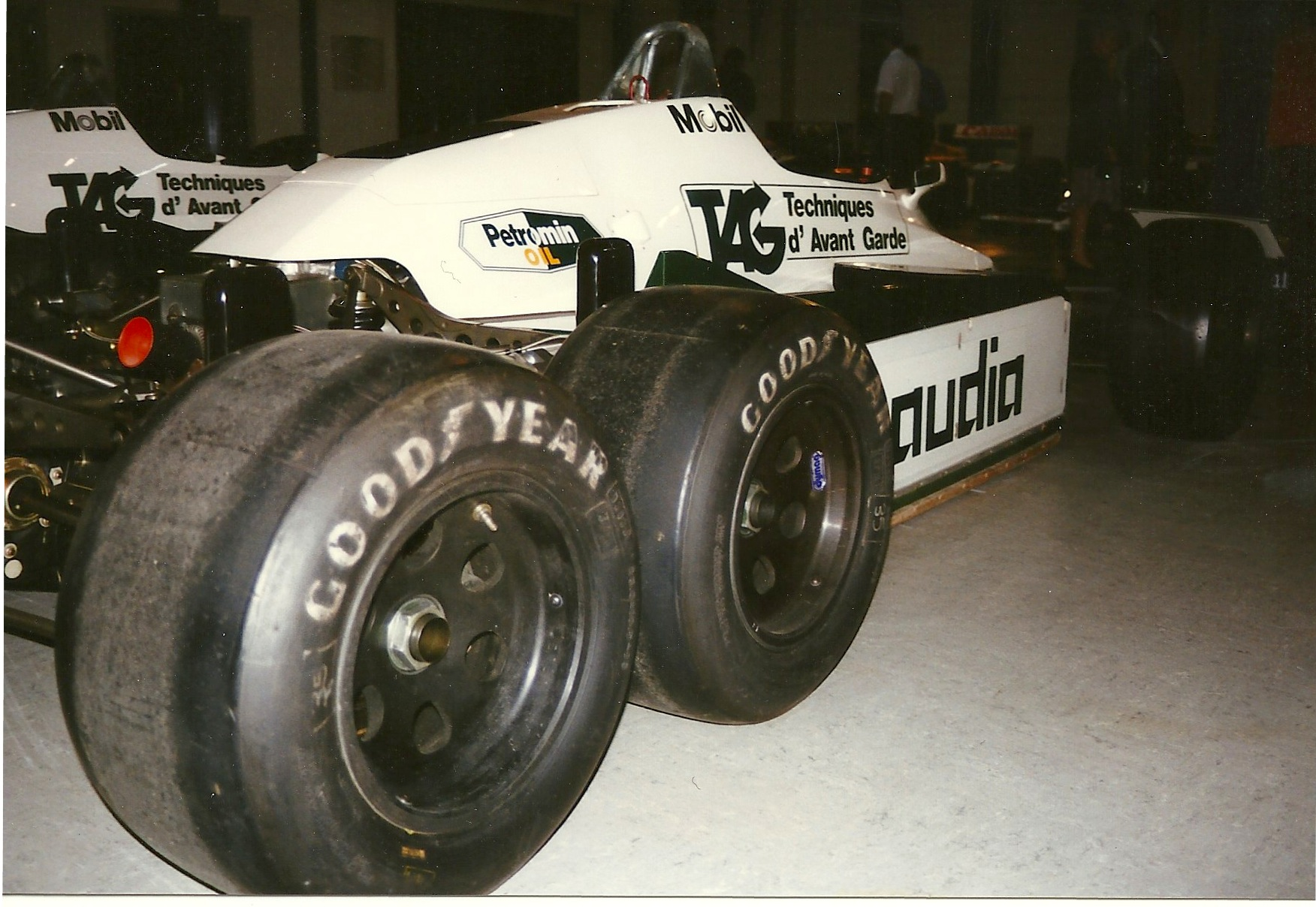
6輪車FW08Bのリアタイヤ

FW08Bはフロントタイヤ2輪・リアタイヤ4本を装着する6輪車のテストカーである。ウィリアムズは1981年末にFW07Dを6輪車に仕立ててテストし、1982年には2作目となるFW08Bを開発した。リアにはフロントの15インチよりも小さな13インチのホイールが4つ装着された。
6輪F1マシンの先駆けであるティレル・P34はフロント4輪・リア2輪だった。リア4輪車はウィリアムズより先にマーチ2-4-0（1976年）が発表されていたが、テストのみで終わった（フェラーリも後輪の2連装タイヤをテストした）。
リア4輪はタイヤを小径化することで空気抵抗を減らし、4輪駆動でトラクションを稼げるというメリットがあった。加えて、サイドポンツーン内部のベンチュリ構造を延長して、より強力なグラウンド・エフェクト・カーにすることが可能だった。複雑な駆動系と重量超過という課題はあったが、テストではまずまずの結果を残した。
しかし1982年末に、国際自動車連盟（FIA）がグラウンド・エフェクト・カーの禁止とタイヤは4本までという新レギュレーションを発表したため、6輪車の可能性は潰え、FW08Bはウィリアムズのファクトリーにある博物館行きとなった。
1994年、FW08Bはグッドウッド・フェスティバル・オブ・スピードのヒルクライムに登場し、ジョナサン・パーマーの運転で最速ラップを記録した。このタイムは1999年にニック・ハイドフェルドのマクラーレン・MP4-13が更新するまで破られなかった。

## FW08C

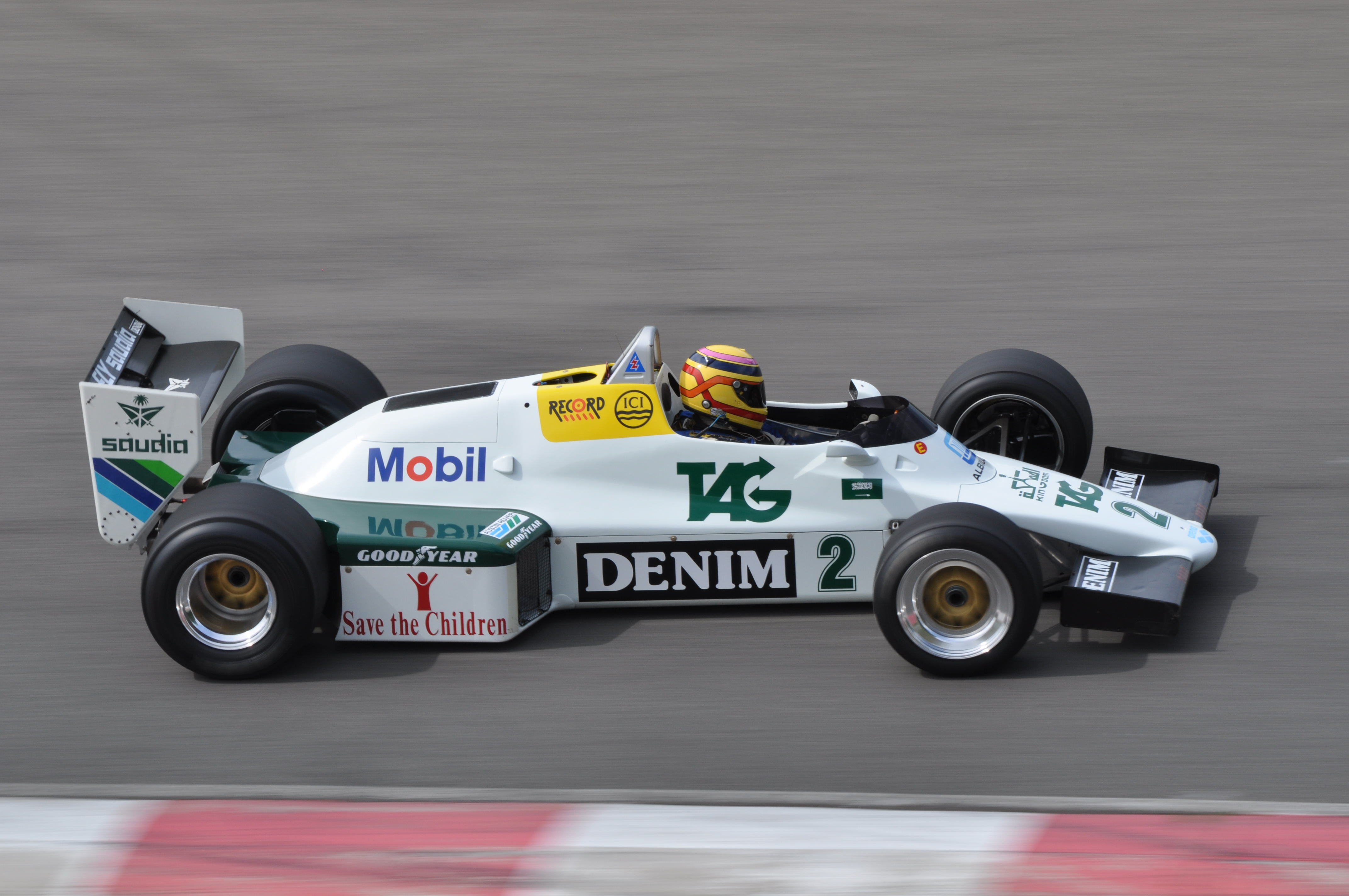
ウィリアムズFW08C

FW08Cは1983年から導入されたフラットボトム規定に適合するようFW08を修正したマシンである。サイドポンツーンが小型になり、重量配分をリア寄りにするため、ラジエーターを車体後方に配置した。ヒューランド製ギアボックスは6速仕様となった。シーズン途中から、フォード・コスワース・DFVエンジンの改良型、DFYに換装したが、ターボエンジンとのパワー差は埋め難かった。
第5戦モナコGPでは、前年王者のケケ・ロズベルグが濡れた路面をスリックタイヤで快走し優勝した。しかし、シーズンを通して、ターボエンジン勢のタイトル争いには加われなかった。チームはホンダと契約し、最終戦南アフリカGPではホンダV6ターボエンジンを搭載するFW09を投入した。なおこのFW08Cは、イギリス・F3選手権に参戦していたアイルトン・セナが初めてウィリアムズのF1を運転したマシンでもある。

## 記録
| 年     | シャシー | エンジン                        | タイヤ | No. | ドライバー | 1   | 2   | 3   | 4   | 5   | 6   | 7   | 8   | 9   | 10  | 11  | 12  | 13  | 14  | 15  | 16  | ポイント | 順位 |
| ------ | -------- | ------------------------------- | ------ | --- | ---------- | --- | --- | --- | --- | --- | --- | --- | --- | --- | --- | --- | --- | --- | --- | --- | --- | -------- | ---- |
| 1982年 | FW08     | Cosworth DFV V8 NA              | G      |     |            | RSA | BRA | USW | SMR | BEL | MON | USE | CAN | NED | GBR | FRA | GER | AUT | SUI | ITA | CPL | 58       | 4th  |
| 1982年 | FW08     | Cosworth DFV V8 NA              | G      | 6   | ロズベルグ |     |     |     |     | 2   | Ret | 4   | Ret | 3   | Ret | 5   | 3   | 2   | 1   | 8   | 5   | 58       | 4th  |
| 1982年 | FW08     | Cosworth DFV V8 NA              | G      | 5   | デイリー   |     |     |     |     | Ret | 6   | 5   | 7   | 5   | 5   | 7   | Ret | Ret | 9   | Ret | 6   | 58       | 4th  |
| 1983年 | FW08C    | Cosworth DFV Cosworth DFY V8 NA | G      |     |            | BRA | USW | FRA | SMR | MON | BEL | USE | CAN | GBR | GER | AUT | NED | ITA | EUR | RSA |     | 38       | 4th  |
| 1983年 | FW08C    | Cosworth DFV Cosworth DFY V8 NA | G      | 1   | ロズベルグ | DSQ | Ret | 5   | 4   | 1   | 5   | 2   | 4   | 11  | 10  | 8   | Ret | 11  | Ret |     |     | 38       | 4th  |
| 1983年 | FW08C    | Cosworth DFV Cosworth DFY V8 NA | G      | 2   | ラフィット | 4   | 4   | 6   | 7   | Ret | 6   | 5   | Ret | 12  | 6   | Ret | Ret | DNQ | DNQ |     |     | 38       | 4th  |
| 1983年 | FW08C    | Cosworth DFV Cosworth DFY V8 NA | G      | 42  | パーマー   |     |     |     |     |     |     |     |     |     |     |     |     |     | 13  |     |     | 38       | 4th  |

- 太字はポールポジション、斜字はファステストラップ、DNQは予選不通過、DSQは失格。(key)